# The Golf Club at Dove Mountain
The Golf Club at Dove Mountain (voorheen Ritz-Carlton Golf Club) is een golfclub in Marana in de Amerikaanse staat Arizona.  Eigenaar en oprichter van de resort is David Mehl. De golfbaan heeft 27-holes golfbaan, verdeeld over drie 9 holesbanen, die ieder een par van 36 hebben.
De drie 9-holesbanen hebben ieder een eigen naam: Shaquaro, Tortolita en Wild Burro. De hele golfbaan werd ontworpen door  golfbaanarchitect Jack Nicklaus. Hij werd aangelegd op woestijngrond met veel rotsen en verschillende planten van de cactusfamilie. Het terrein ligt op een hoogte van 700 tot 1000 meter.
In 2013 werd de naam Ritz-Carlton Golf Club veranderd in The Golf Club at Dove Mountain.

## Golftoernooien
De club werd in januari 2009 geopend. Sinds februari 2009 wordt hier de WGC - Matchplay gespeeld.